# Ай-Никола
Ай-Нико́ла (укр. Ай-Нікола, крымскотат. Ay Nikola, Ай Никола) — куполообразная гора-отторженец, юго-восточный отрог горы Могаби у западной окраины посёлка Ореанда. Сложена из верхнеюрских известняков. Высота — 389 метров над уровнем моря. Как и у большинства отторженцев, северный склон Ай-Николы лесистый и пологий, а южный представляет собой крутую (до 70-80°) скалистую стену с цепляющимися за неё редкими растениями. Название в переводе с греческого означает Святой Николай.

## Природа
Растительный мир Ай-Николы очень разнообразен. На нижнем ярусе горы встречаются вечнозеленые кустики редкого растения — пираканты красной, чьи колючие наклонные ветви в конце лета украшают гроздья мелких алых ягод. Средний ярус покрыт густым смешанным лесом, где вместе с крымской сосной, пушистым и скальным дубом, кизилом растут клён полевой, грабинник, калина, вечнозеленые кустарники иглица и жасмин. В верхнем ярусе горы растут реликтовые растения — можжевельник высокий и земляничника мелкоплодного, чья популяция на горе является одной из крупнейших в Крыму (около 350 взрослых плодоносящих деревьев, среди которых нередки экземпляры с толщиной ствола свыше 50-80 см, также произрастает много подрастающих ростков). На западном «плече» отторженца на высоте 320 метров растёт один из старейших земляничников Южнобережья Крыма — земляничник Ены: экземпляр с толщиной ствола до 4-х метров, от которого отходят десять больших и малых ветвей, каждая из которых по виду самостоятельное дерево. Дереву более 1000 лет, но оно по-прежнему растёт и плодоносит. В 2001 году на горе случился лесной пожар, но дерево не пострадало.

## Тропа Курчатова
Гора Ай-Никола — памятник природы с 1969 года (с 1973 года в составе Ялтинского горно-лесного заповедника). На вершину горы Ай-Никола ведет прогулочная тропа, проложенная в 50-х годах XX века выдающимся советским физиком-ядерщиком Игорем Васильевичем Курчатовым, который часто отдыхал в санатории «Нижняя Ореанда». Тропа Курчатова начинается у подножия Ай-Николы неподалёку от ротонды с колоннами, украшающей старое Севастопольское шоссе, и ведет на вершину горы. Недалеко от неё на скале укреплена памятная доска с барельефом и словами ученого: «Горные прогулки — это вдохновение для творческой работы, которое я всегда испытывал, поднимаясь к вершине Ай-Николы».

## Достопримечательности
В 1972 году на вершине горы была найдена казачья веха, поставленная в честь казаков XVII века. Она представляла собой кованый двухметровый железный крест с вмурованной в его основание свинцовой плиткой (пробитой в нескольких местах пулями), на которой сохранилась надпись «Казачья веха, исторический памятник XVII века…». Когда и кем она была поставлена, осталось неизвестным. 16 марта 2002 года веха была восстановлена силами ялтинского казачества и освящена митрополитом Лазарем.
В 2006 году у подножия горы Ай-Никола был построен храм Святого Архистратига Михаила. На горе также расположено несколько скалолазных маршрутов сложностью от 6a до 7a+.
В окрестностях горы Ай-Николы находится один из известных таврских могильников — так называемый Ореандовский могильник. Каменные ящики могильника находятся на возвышенности со стороны склона горы Ай-Никола, лежащего в сторону Ялты. Сохранилось около 20 каменных ящиков, одни находятся в удовлетворительной сохранности, другие почти полностью разрушены.